# جيروم براون (لاعب كرة قدم أمريكية)
جيروم براون (بالإنجليزية: Jerome Brown) هو لاعب كرة قدم أمريكية أمريكي، ولد في 4 فبراير 1965 في بروكسفيل في الولايات المتحدة، وتوفي بنفس المكان في 25 يونيو 1992.

## وصلات خارجية
- جيروم براون على موقع مرجع كرة القدم المحترفة.كوم (الإنجليزية)
- جيروم براون على موقع قاعة فلوريدا للمشاهير الرياضية (الإنجليزية)